# 梅藏
梅藏（法語：Mézens）是法国南部-比利牛斯大区 塔恩省的一个市镇，属于阿尔比区 拉巴斯唐县。该市镇2009年时的人口 为490人。

## 人口
梅藏人口变化图示
| 数据来源：INSEE |